# Nkong-Nnen II
Pour les articles homonymes, voir Nkong.
Ne doit pas être confondu avec Nkong Nen II.
Nkong-Nnen II ou Nkongnen I est un village du Cameroun, situé dans la commune de Ngomedzap, le département du Nyong-et-So'o et la région du Centre.

## Population
En 1963, Nkong-Nnen II comptait 241 habitants, principalement des Bané. Lors du recensement de 2005, on y a dénombré 196 personnes.